# Phare de Biarritz
Der Phare de Biarritz (deutsch Leuchtturm von Biarritz) befindet sich in der Küstenstadt Biarritz im Département Pyrénées-Atlantiques im äußersten Südwesten Frankreichs und ist außerdem See- und Heilbad an der französischen Atlantikküste. Der Leuchtturm befindet sich an der Pointe Saint-Martin, einem Felsvorsprung, der die Stadt dominiert, und ist ein bedeutendes Wahrzeichen und wichtige Navigationshilfe für die Schiffe, die im Golf von Biscaya den Atlantik zum Nachbarland Spanien passieren.
Der Leuchtturm steht unter Denkmalschutz und wurde als Monument historique in der Base Mérimée des französischen Kulturministeriums unter der Nr. PA64000072 seit dem 6. November 2009 geführt.

## Geschichte
Die Idee für einen Leuchtturm an der Pointe Saint-Martin wurde bereits am 21. Januar 1794 im örtlichen Ausschuss für öffentliche Sicherheit von Biarritz verfasst. Er wurde 1825 von der Leuchtturm- und Bakendienstkommission geplant.
Der Leuchtturm ist einer der ersten französischen Leuchttürme mit einem optischen Linsenapparat des Physikers und Ingenieurs Augustin Jean Fresnel, der wesentlich zur Begründung der Wellentheorie des Lichts und zur Optik beitrug. Der Entwurf für einen solchen Leuchtturm wurde 1827 von Nicolas-Philippe Vionnois (1793–1887) in Zusammenarbeit mit den Fresnel-Brüdern erstellt. Zusammen mit Léonor Fresnel (1790–1869) wurde bis Januar 1829 der geänderte Entwurf fertiggestellt. Das auf 210.000 Francs geschätzte Werk wurde am 10. April 1829 dem Baumeister Sorbé in einer Auktion für die Summe von 182.512 Francs zugesprochen. Die Arbeiten für den Bau wurden mit heimischem Bidache- und Rhune-Stein von 1830 bis 1832 ausgeführt. Die Gesamtkosten für diesen Leuchtturm betrugen 246.887,56 Francs. Nach der Fertigstellung und gesetzlichen Zulassung vom Juni 1833 konnte der Leuchtturm am 1. Februar 1834 seinen Dienst für die Seefahrt aufnehmen.

Phare de Biarritz, 2022

## Beschreibung
Der Leuchtturm besteht aus einem runden gemauerten Turm mit Laterne und Galerie, der sich aus der Mitte eines zweistöckigen achteckigen Wärterhauses erhebt, mit sich nach oben verjüngender glatten, weißen Oberfläche und mit schwarzer Galerie und Laternenhaus. Den runden Turmfuß umgibt ein ehemals achteckiges 2-stöckiges Gebäude der Leuchtturmwärter. 1904 erhielt der Turm eine neue größere Linsen-Optik, die bis heute in Betrieb ist. 1953 wurde er elektrifiziert und 1980 automatisiert. Im Jahr 2020 wurden am Leuchtturm umfangreiche Arbeiten durchgeführt, die 300.000 Euro kosteten. Dabei wurde das Laternenhaus mit neuen Glasscheiben versehen und die Kupferkuppel erneuert. Außerdem schmücken zwölf Wasserspeier – Löwenköpfe aus Bronze – die Kuppel des Laternenhauses.
Historische Ansichten des alten Leuchtturms am Pointe St. Martin zeigt Michel Forand auf seinem Fotostream und Klaus Hülse.

## Besichtigung
Der Leuchtturm ist für Besucher geöffnet. Wenn man die 248 gewundenen Stufen der Wendeltreppe im Inneren des Leuchtturms erklimmt, hat man einem weiten Blick auf die baskische Küste, auf den Atlantik, über die Stadt und bis zu den Pyrenäen.
Am Samstag, den 24. August 2019, trafen sich auf Einladung des französischen Präsidenten Emmanuel Macron die Staats- und Regierungschefs des 45. G7-Gipfeltreffens und der Präsident des Europäischen Rates in den Räumlichkeiten am Fuße des Leuchtturms zu einem Abendessen.

Bilder vom Phare de Biarritz
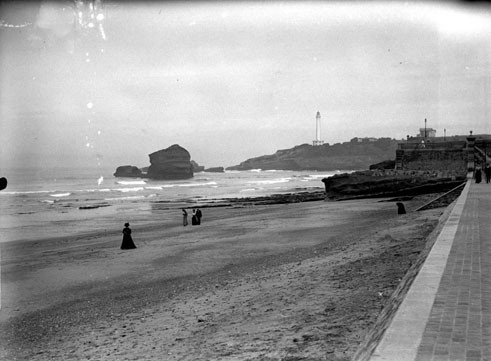
Biarritz, 1899
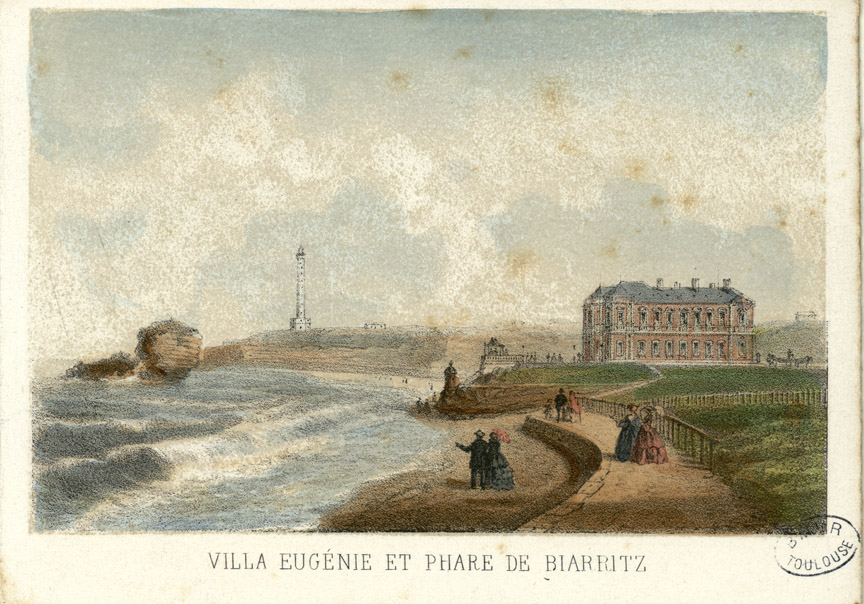
Charles Mercereau (1822–1864)
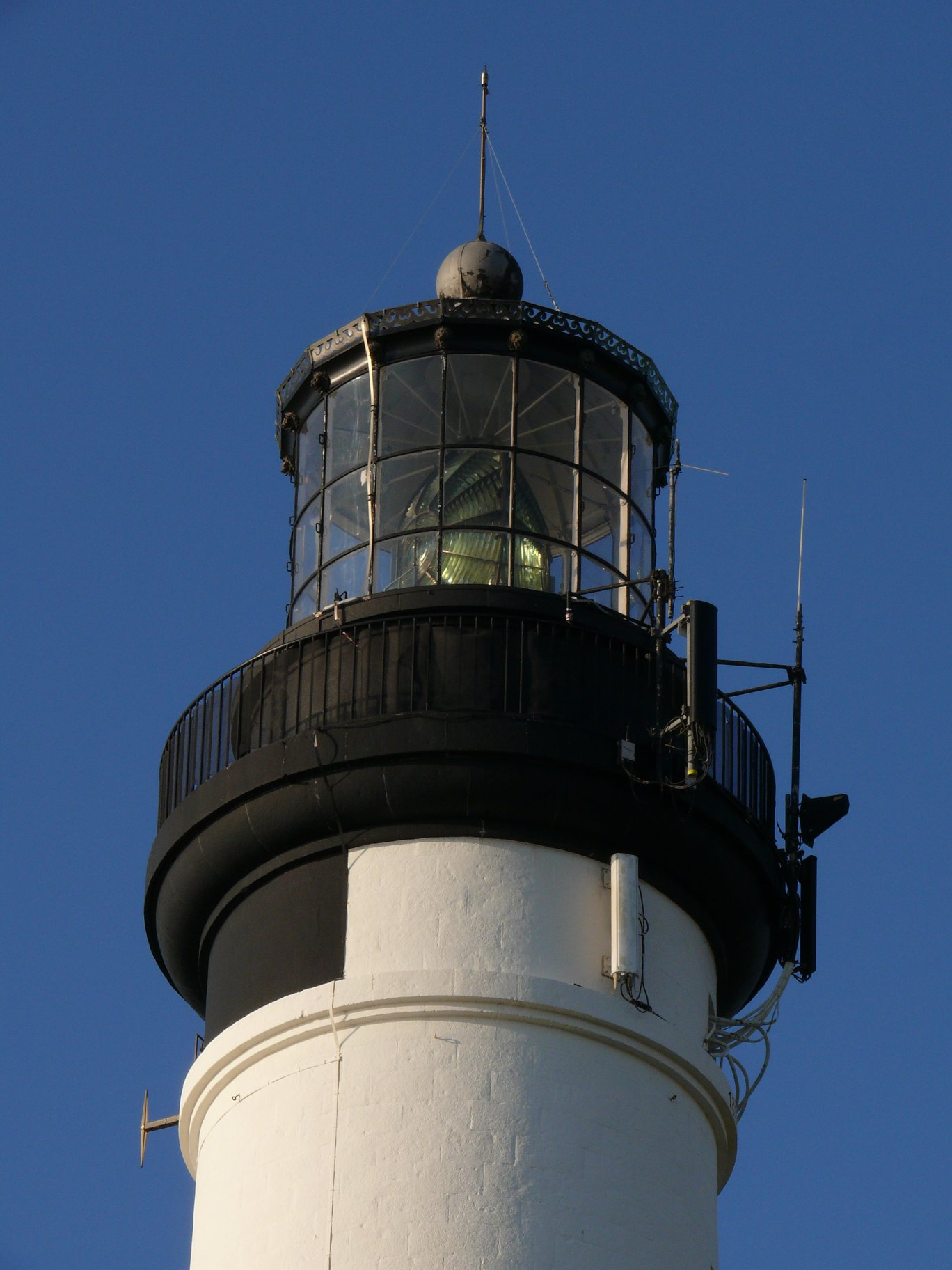
Galerie und Laternenhaus, 2010
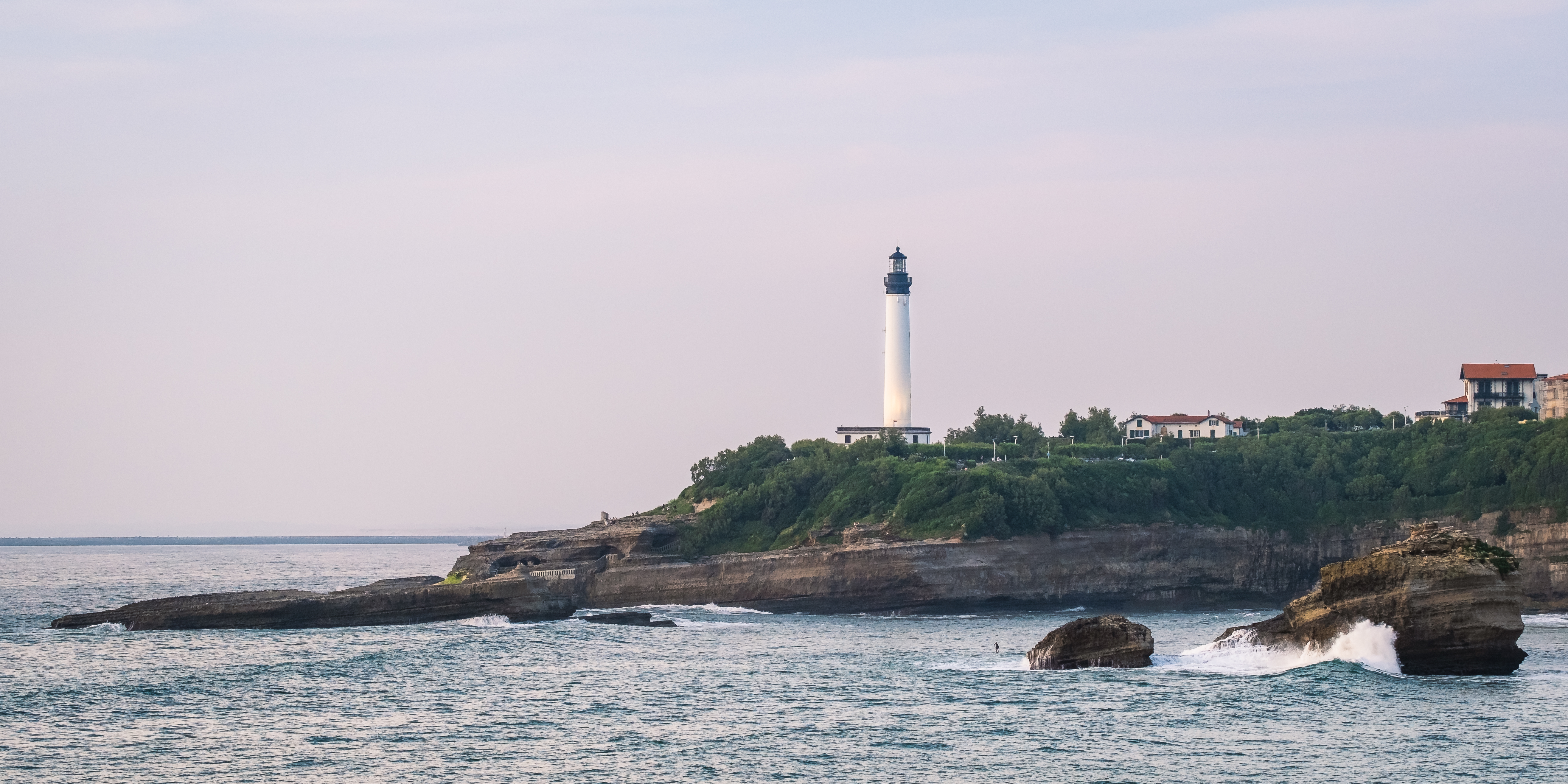
Blick vom Basta-Felsen.
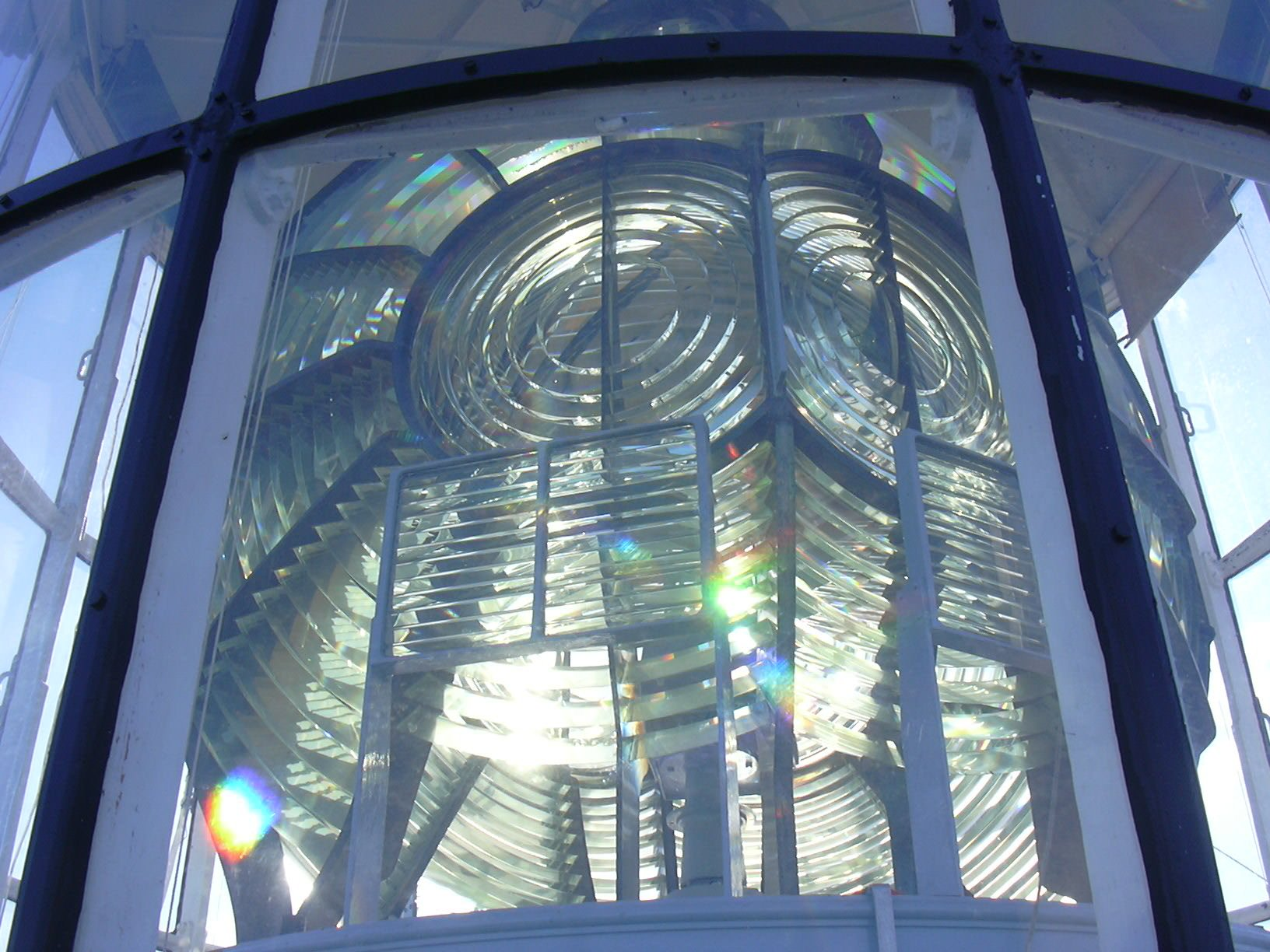
Clamshell-Fresnel-Linse von 1904
Blick von der Aussichtsplattform auf Biarritz

## Philatelistische Würdigung
In philatelistischer Würdigung des Leuchtturms gab die französische Post mit Ausgabejahr 2019 ein Postwertzeichen im Wert eines Lettre prioritaire heraus.